# Secolul al XI-lea î.Hr.
(Secolul al XII-lea î.Hr. - Secolul al XI-lea î.Hr. - Secolul al X-lea î.Hr. - Secolul al IX-lea î.Hr. - Secolul al VIII-lea î.Hr. - Secolul al VII-lea î.Hr. - alte secole)
Deși multe dintre societățile umane au fost alfabetizate în această perioadă, unele dintre personalități și evenimente menționate mai jos pot  fi considerate legendare și nicidecum istorice.

## Hărți

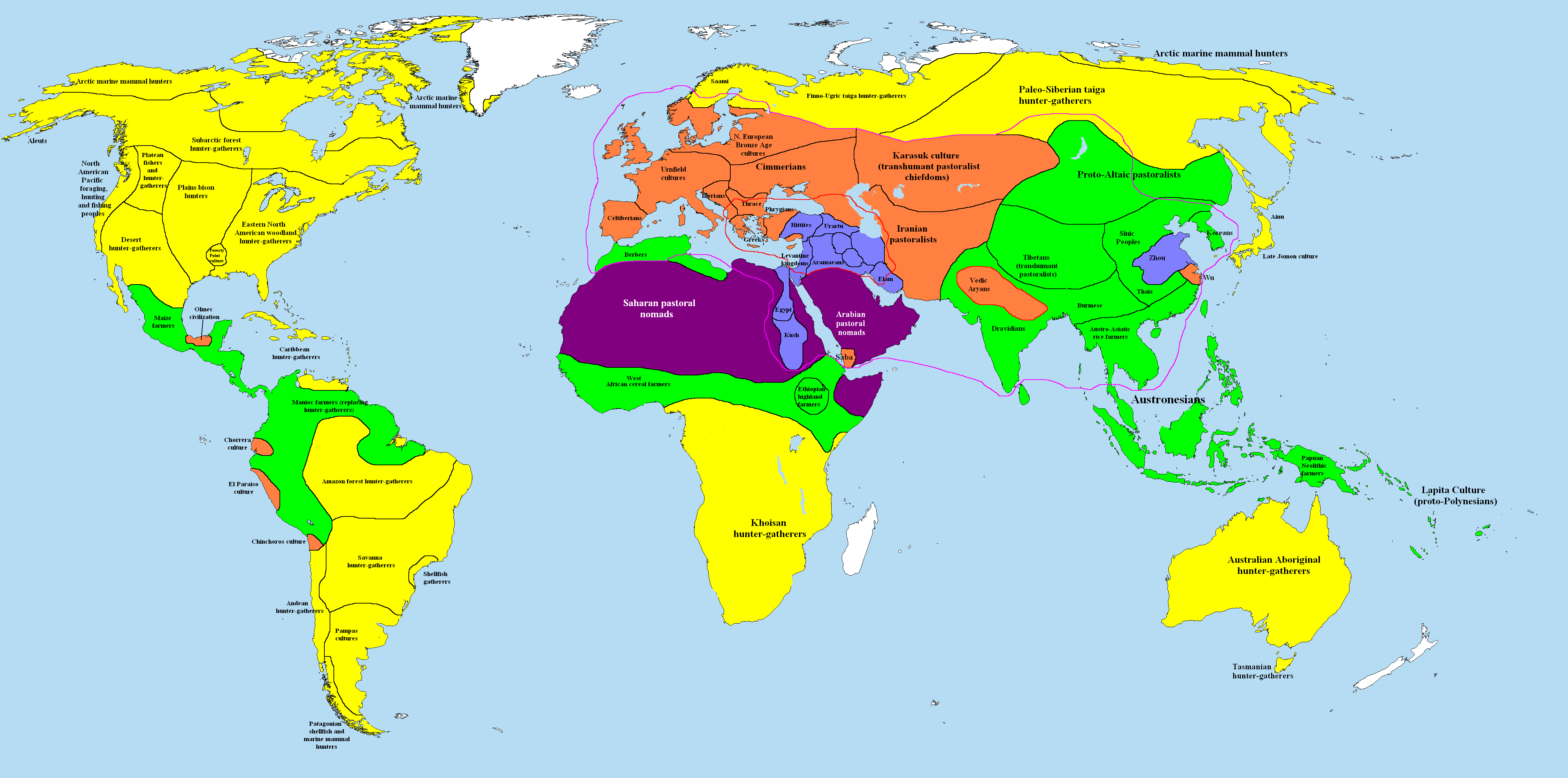

## Evenimente

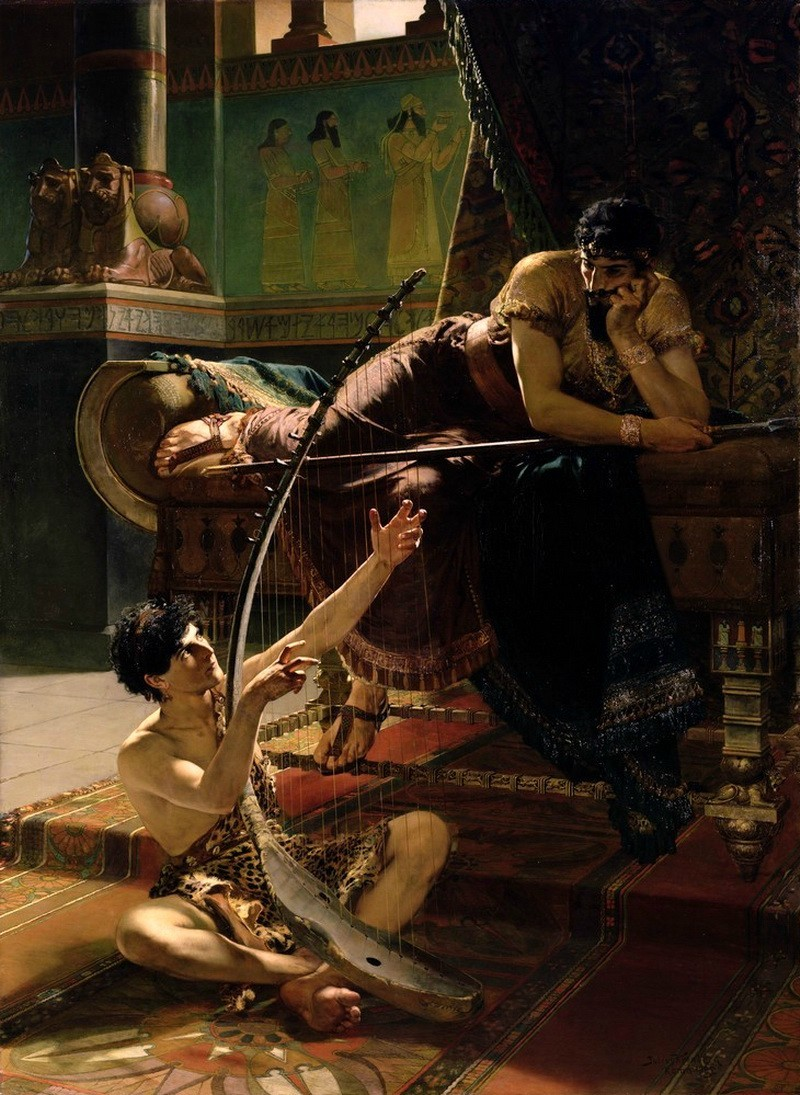

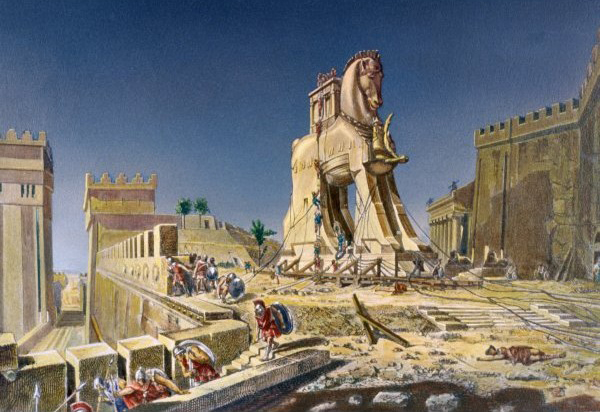
Beware of Greeks bearing gifts

- 1089 î.Hr. : Melanthus, legendarul rege al Atenei, moare după o domnie de 37 de ani și este succedat de fiul său Codrus.
- 1069 î.Hr. : Ramses XI moare, se încheie dinastia a XX-a. El este urmat de Smendes I, care a fondat dinastia XXI-a.
- 1068 î.Hr. : Codrus, legendarul rege al Atenei, moare în lupta împotriva invadatorilor Dorieni, după o domnie de 21 de ani.
- 1050 î.Hr. : Filistenii capturează Chivotul Legământului din Israel în luptă.
- 1048 î.Hr. : Medon, regele din Atena, moare după o domnie de 20 de ani și este succedat de fiul său Acastus.
- 1046 î.Hr. : Regele Wu din Zhou răstoarnă ultimul rege al dinastiei Shang,  Di Xin, și devine primul rege al dinastiei Zhou
- 1044 î.Hr. : La moartea lui Smendes I, rege al Egiptului, el este urmat de doi co-regenți, Psusennes I și Neferkare Amenemnisu.
- 1042 î.Hr. : Regele Cheng Zhou îl succede pe regele Wu ca domnitor al dinastiei Zhou, în China
- 1039 î.Hr. : Neferkare Amenemnisu, regele Egiptului, moare.
- C. 1020 î.Hr. : Distrugerea Troiei .
- 1026 î.Hr. : Regele Saul devine primul rege al lui Israel.
- 1020 î.Hr. : Regele Kang Zhou îl succede pe regele Cheng ca domnitor al dinastiei Zhou din China.
- 1012 î.Hr. : Acastus, regele din Atena, moare după o domnie de 36 de ani și este succedat de fiul lui, Arhip.
- 1003 î.Hr. : David il succede pe Saul ca rege al Israelului.
- 1000 î.e.n. : Primele dovezi agricole din Kenya Highlands.
- C. 1000 î.e.n. : latinii vin in Italia din regiunea Danubiana
- C. anului 1000 î.Hr. : dovezi arheologice obținute din inscripții descoperite în 2005 datează limba Tamil, o limbă clasică vorbită în India
- 1000 î.Hr. : alfabetul  fenician este inventat.
- 1000 î.Hr. - construirea "Heroonului" la Lefkandi.

## Galerie

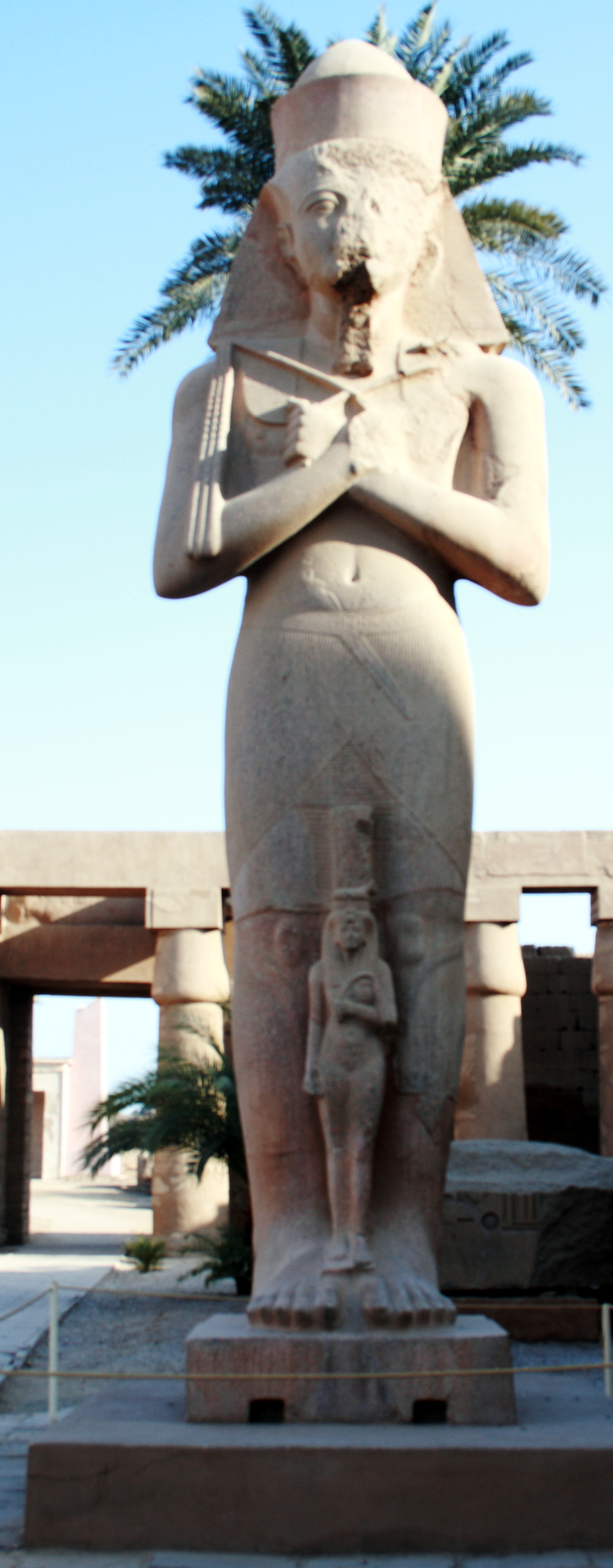
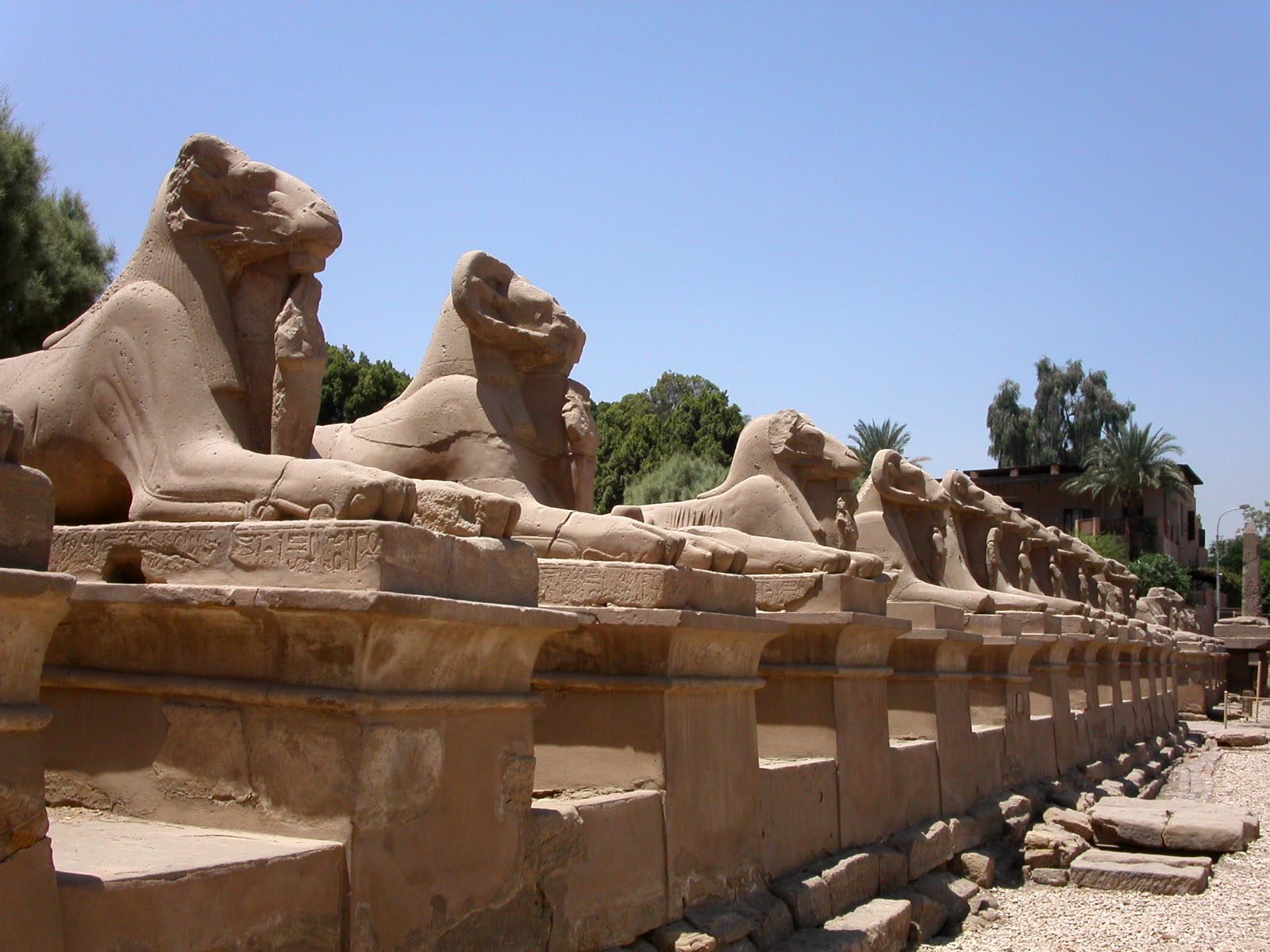
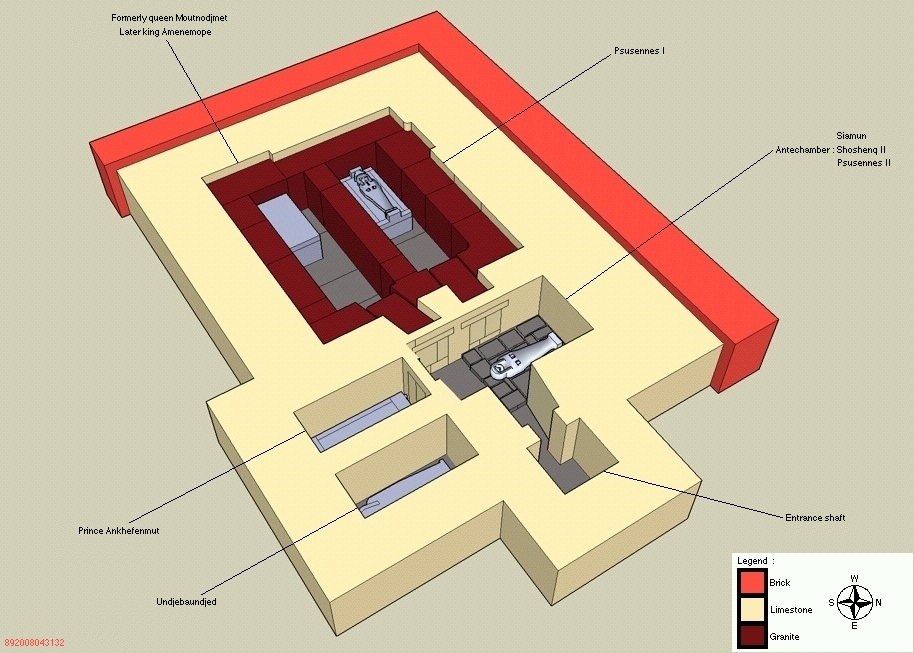
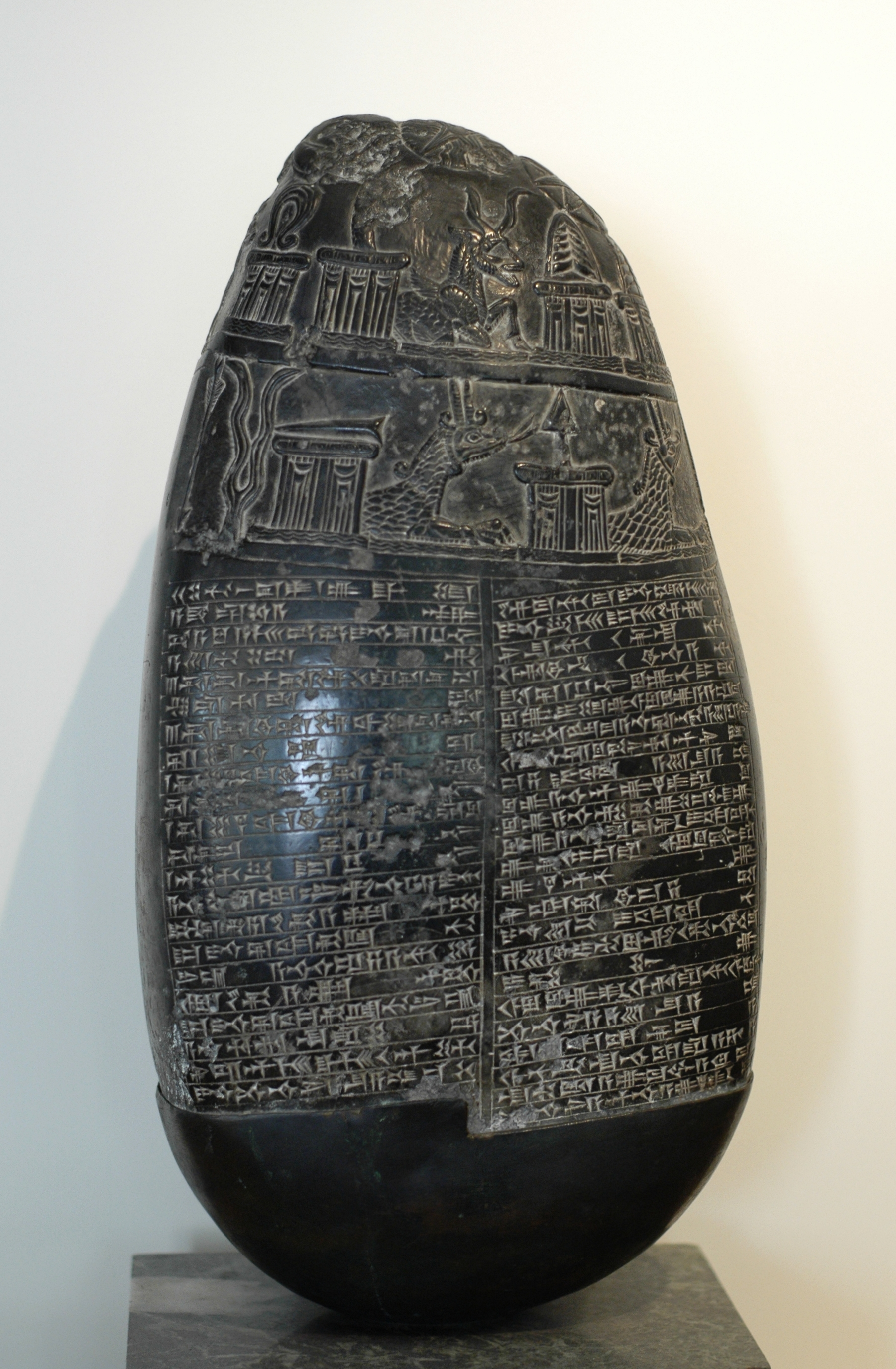
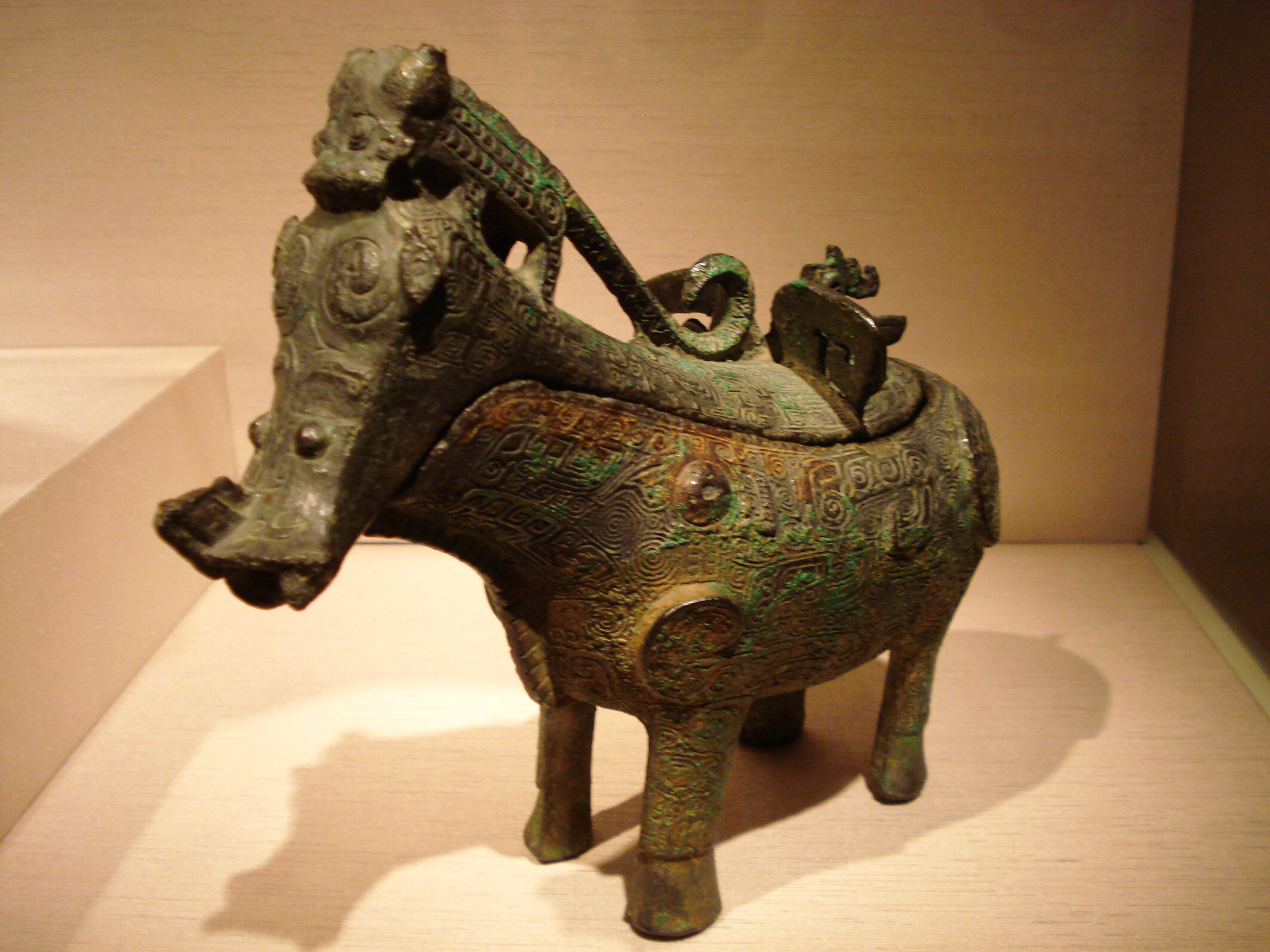
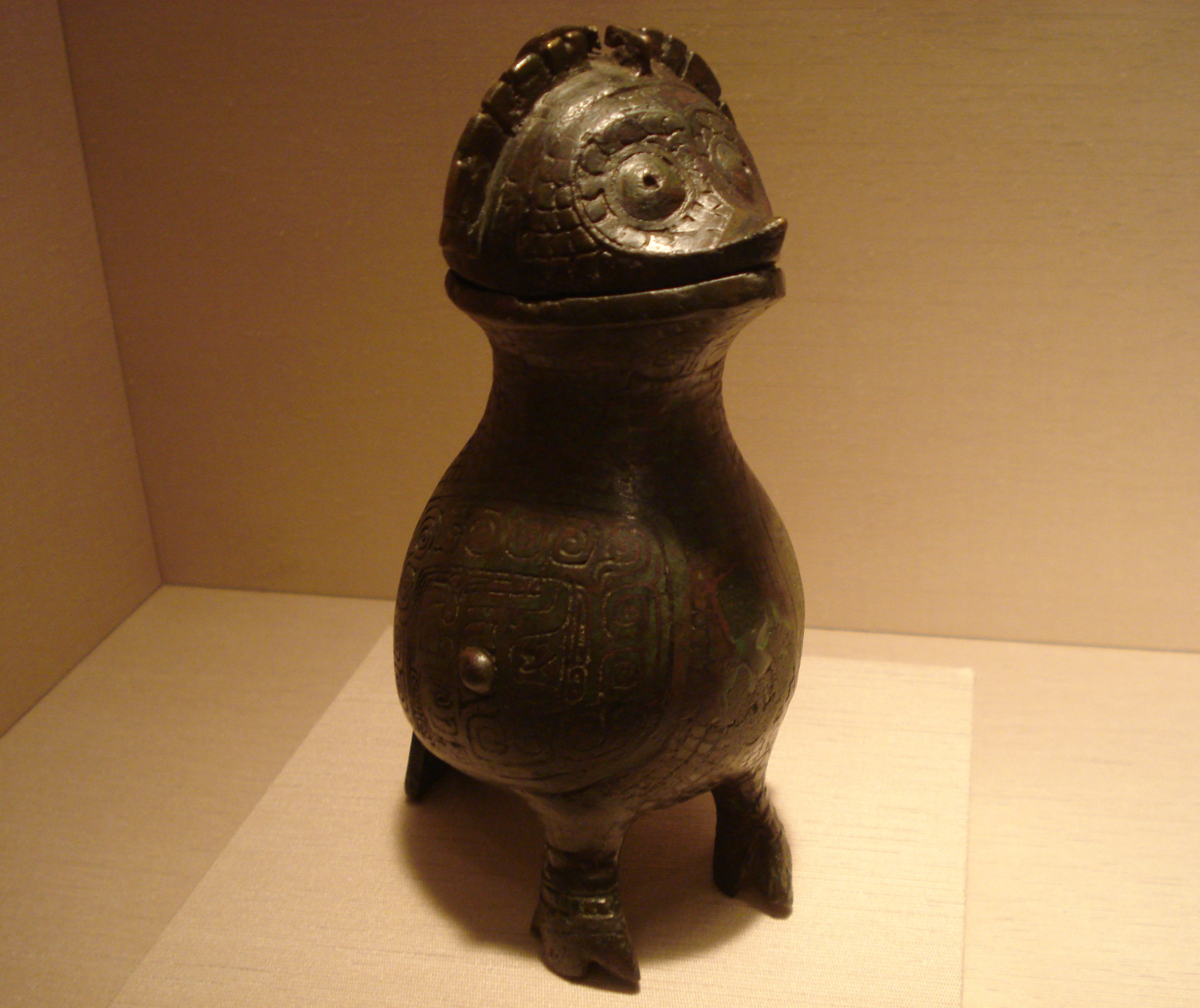
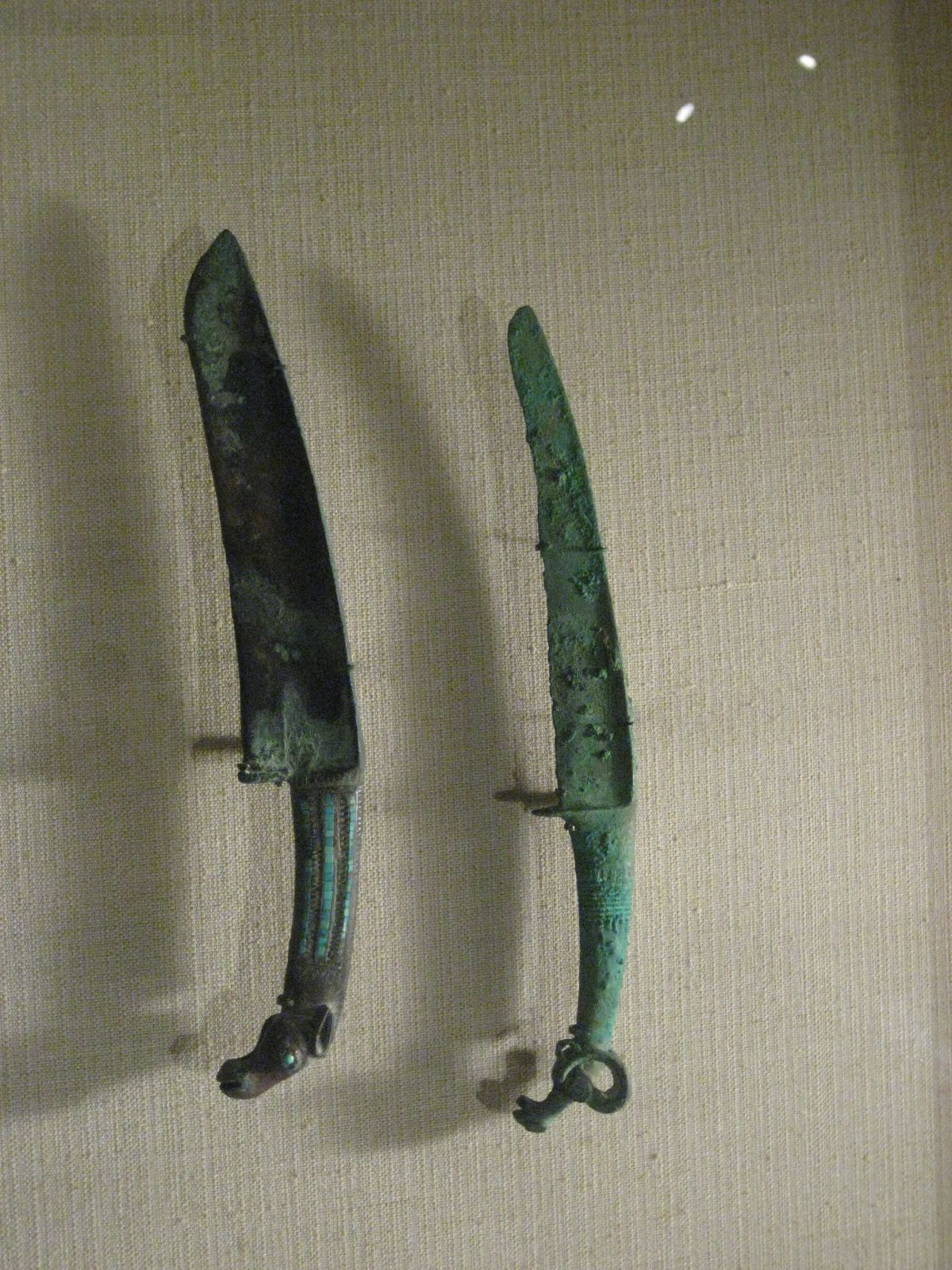
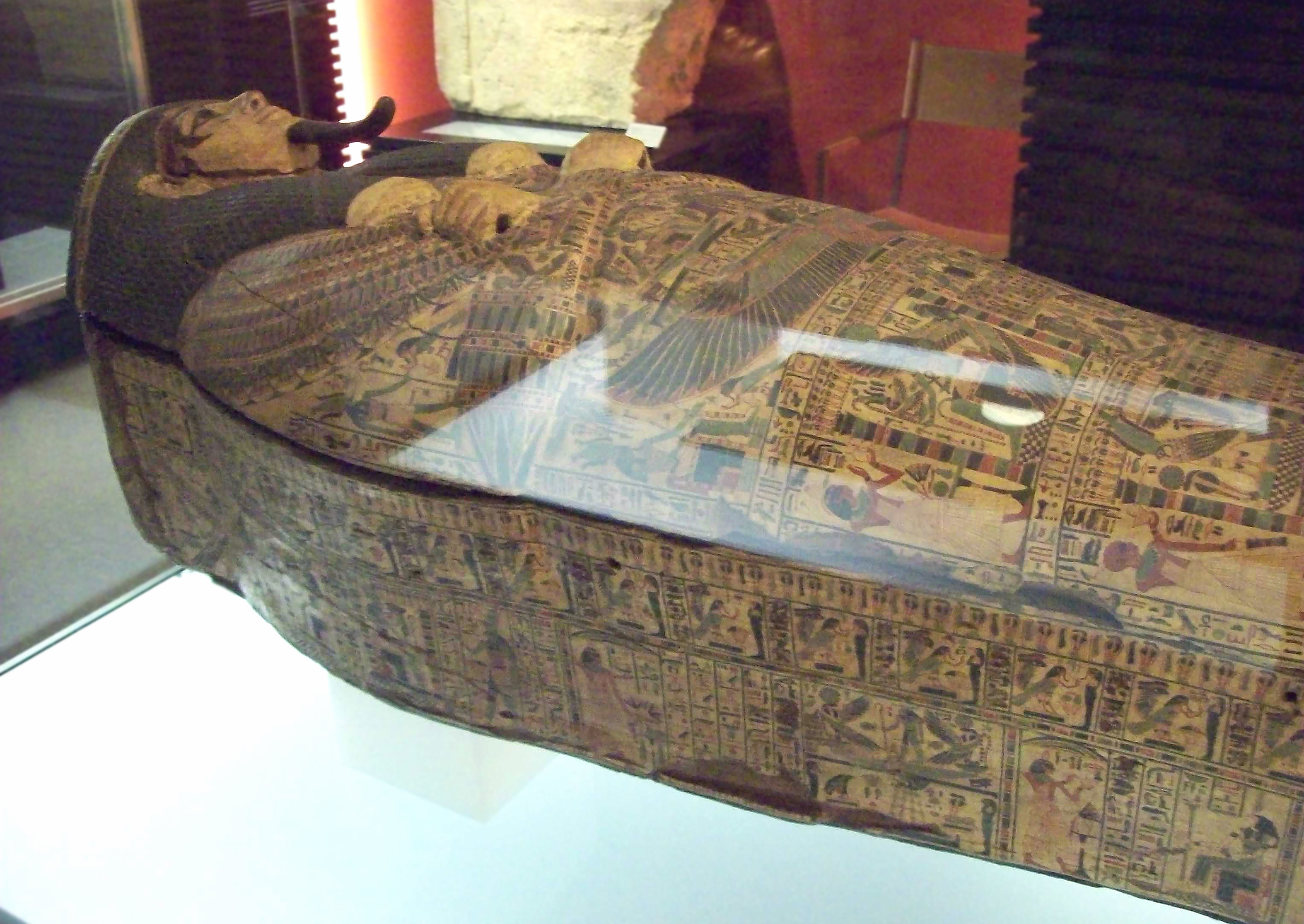
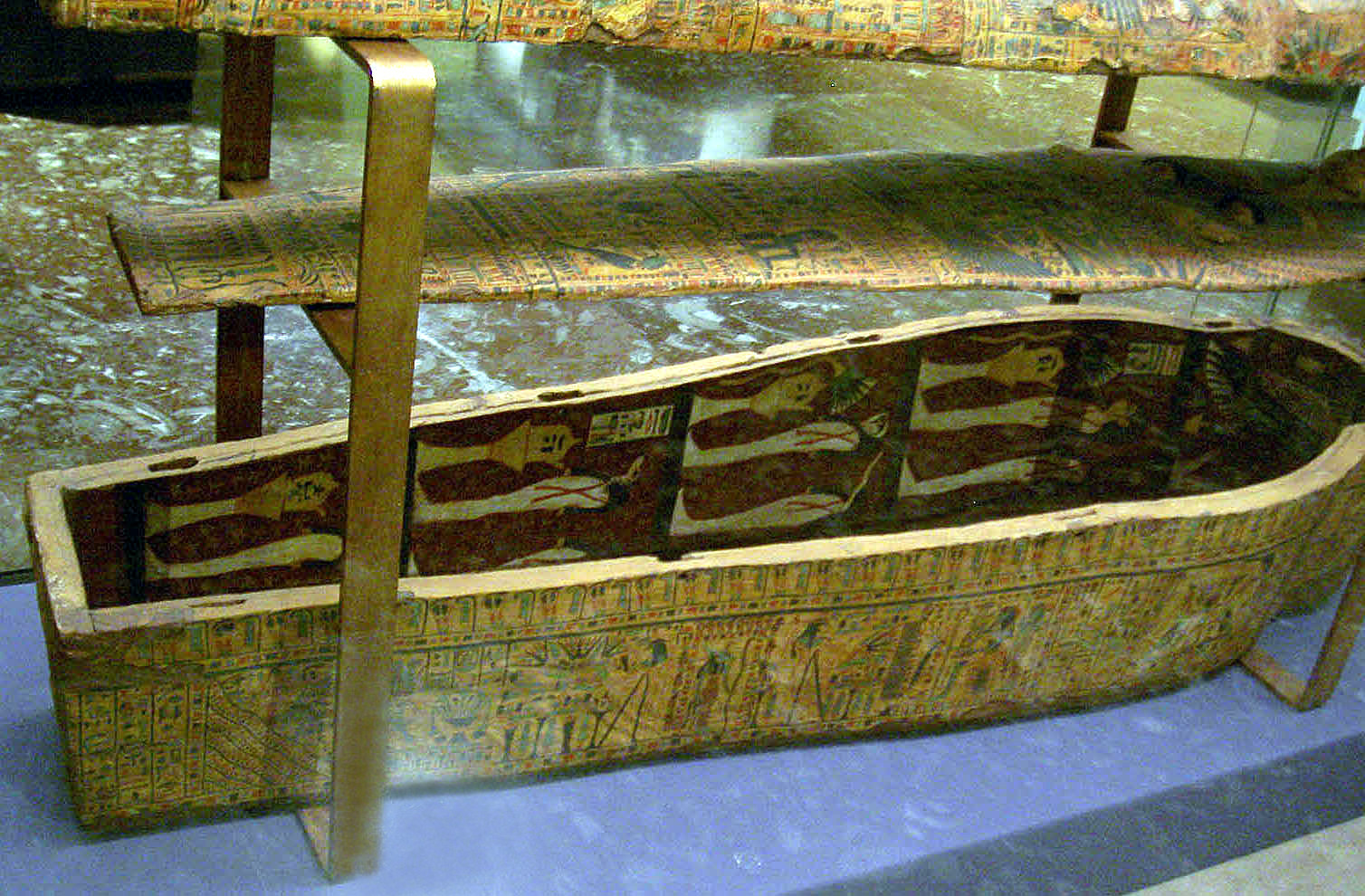
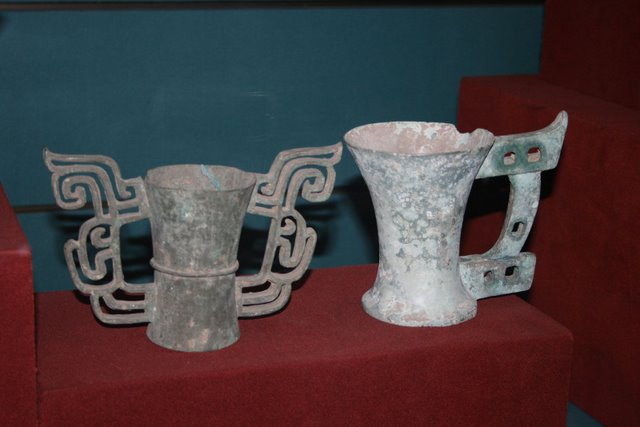
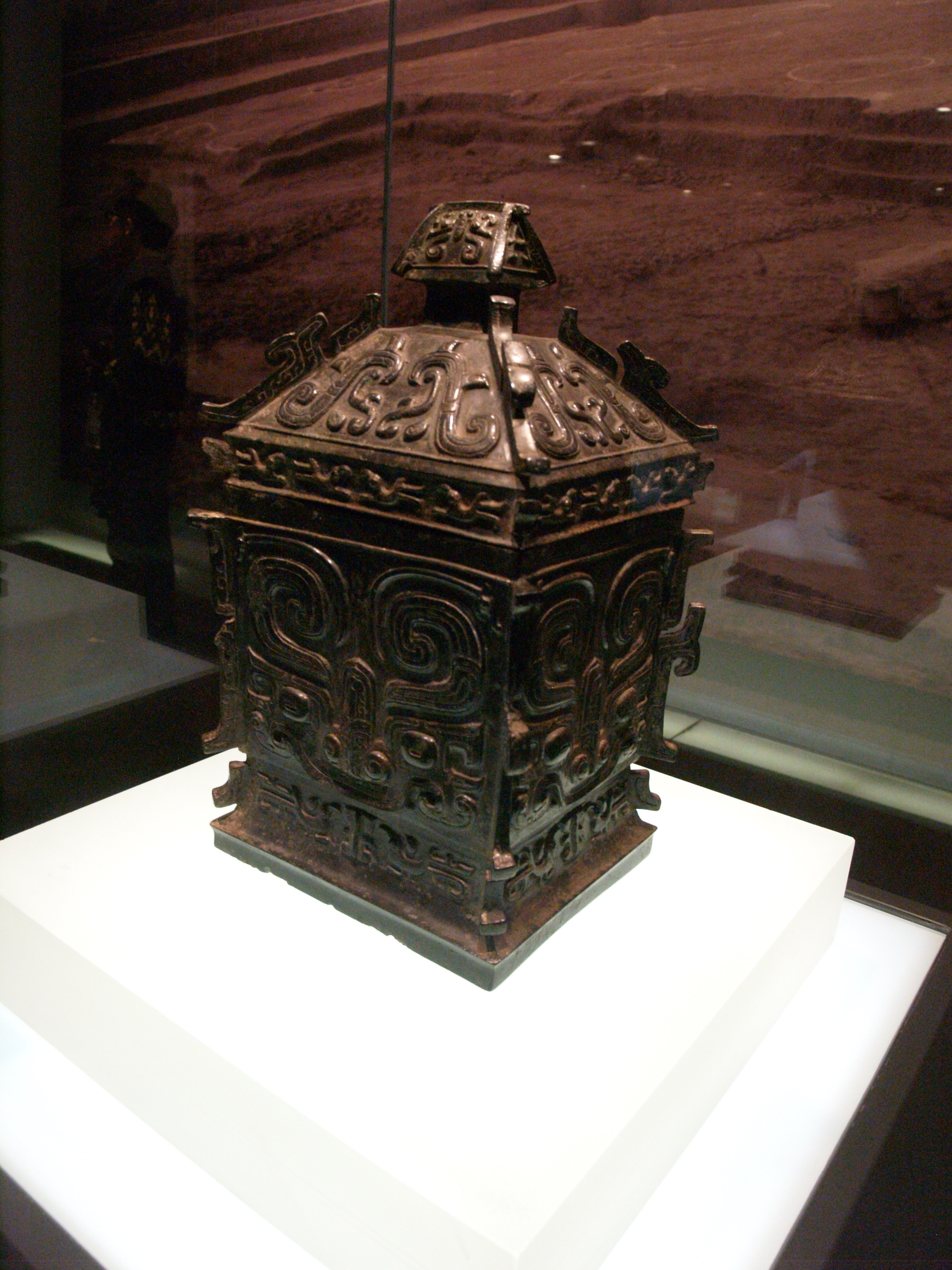
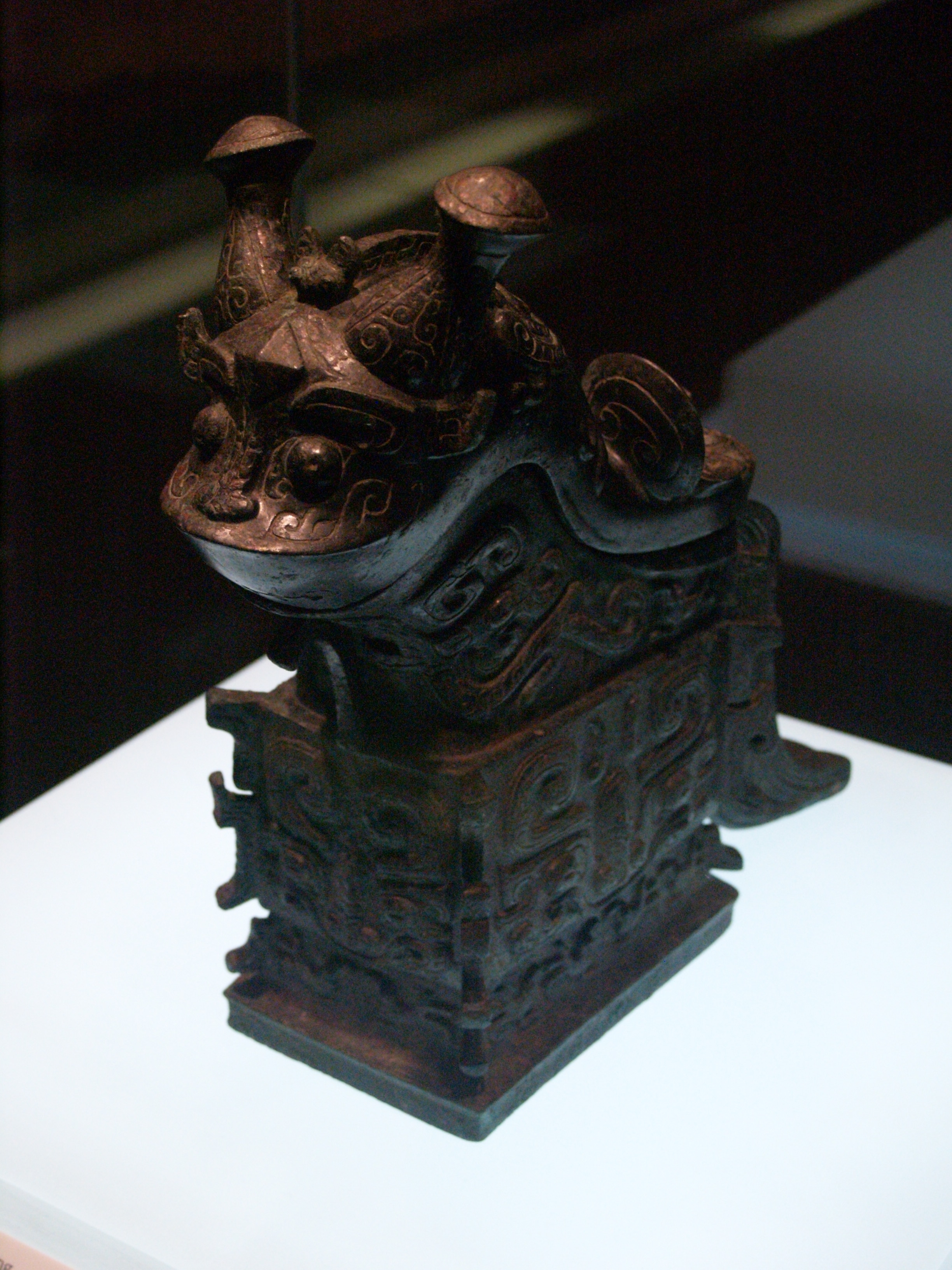
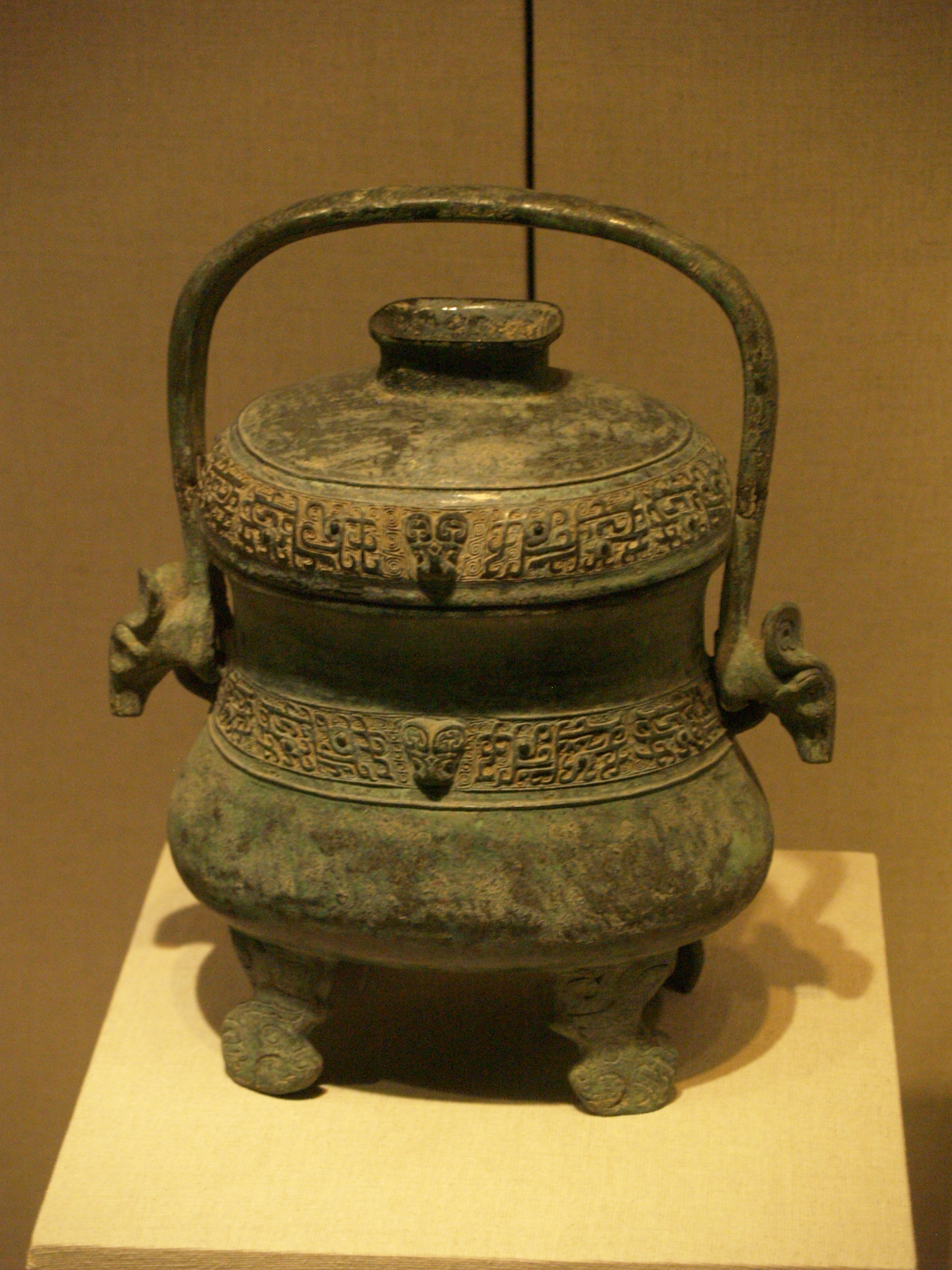
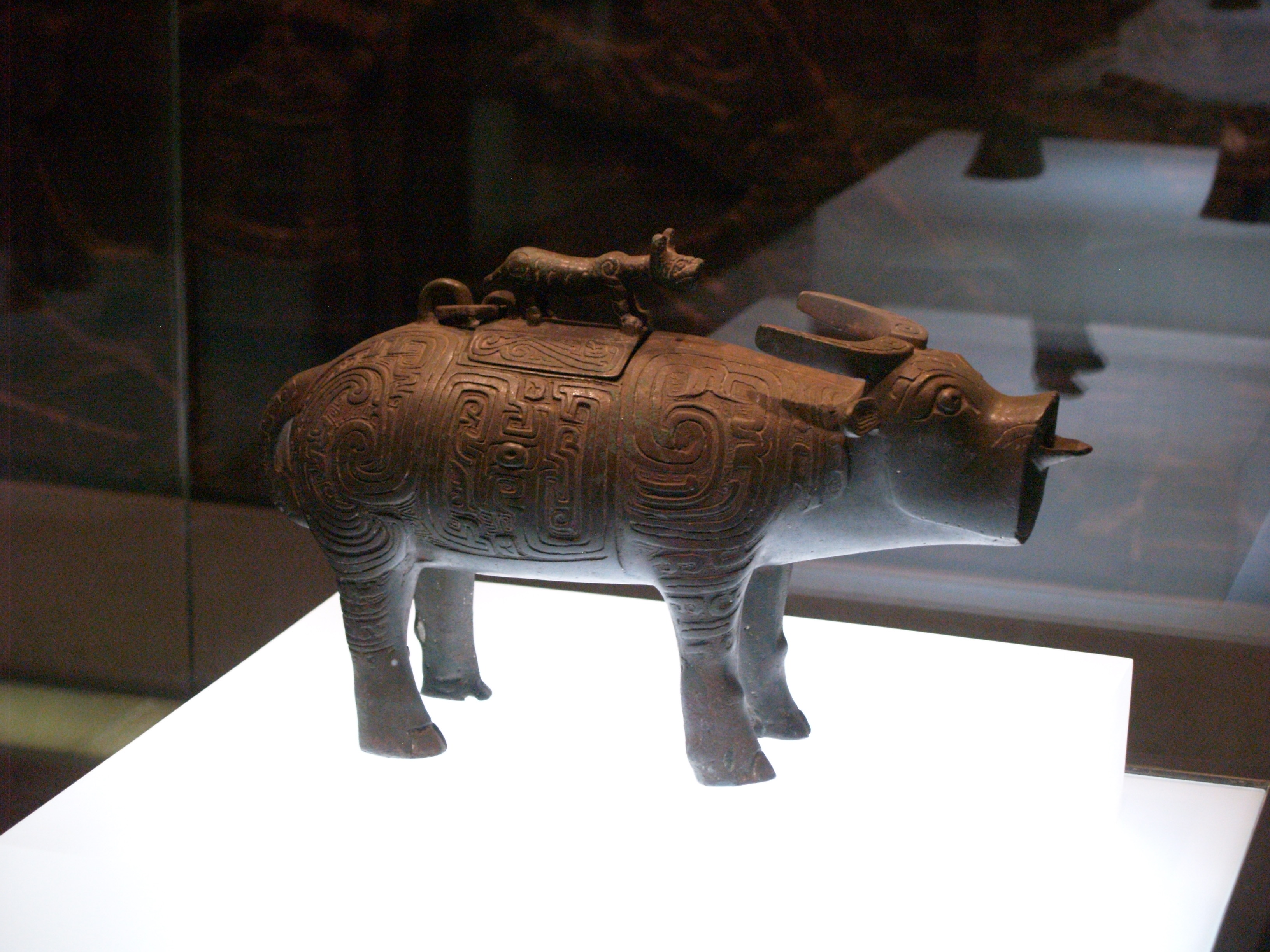
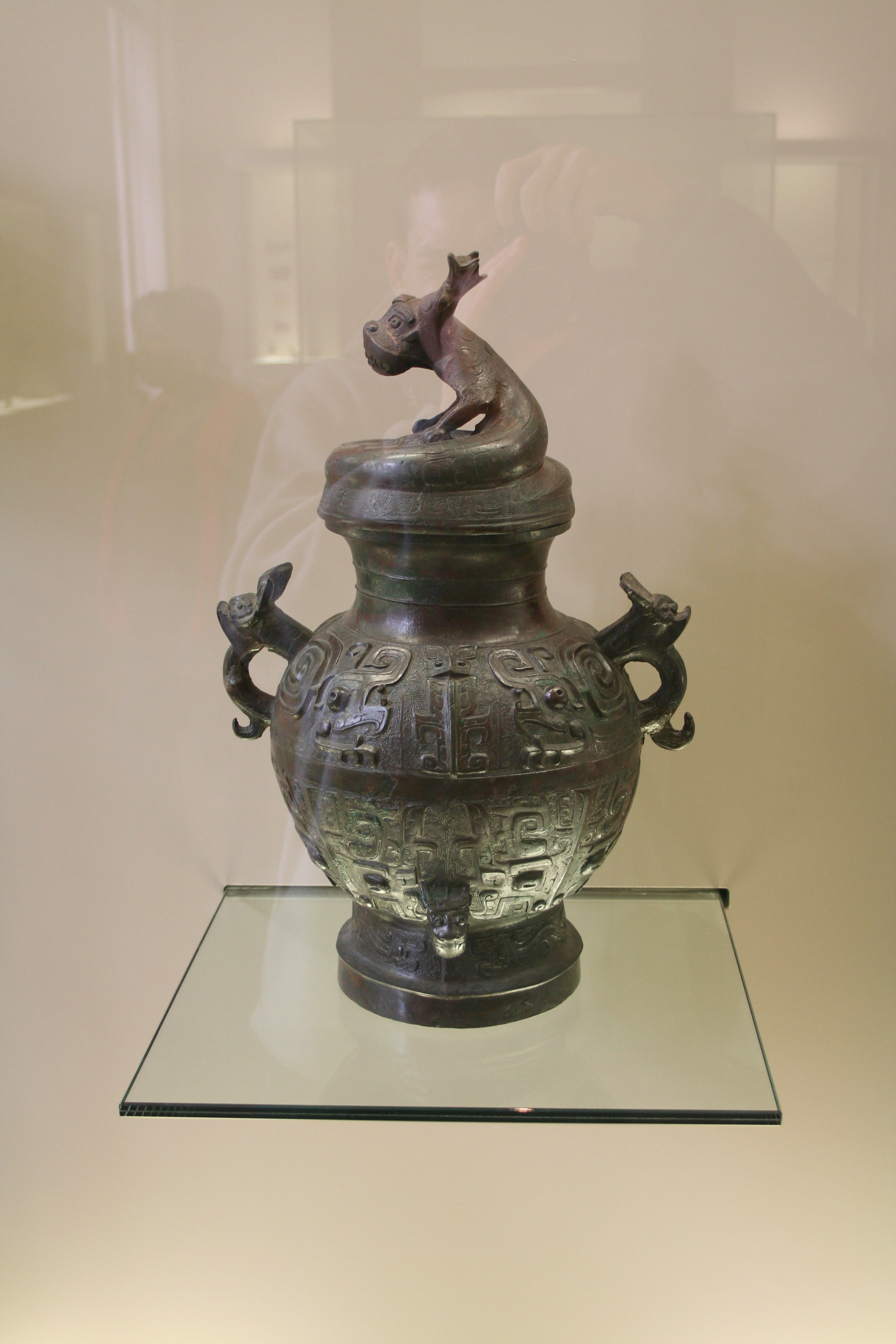
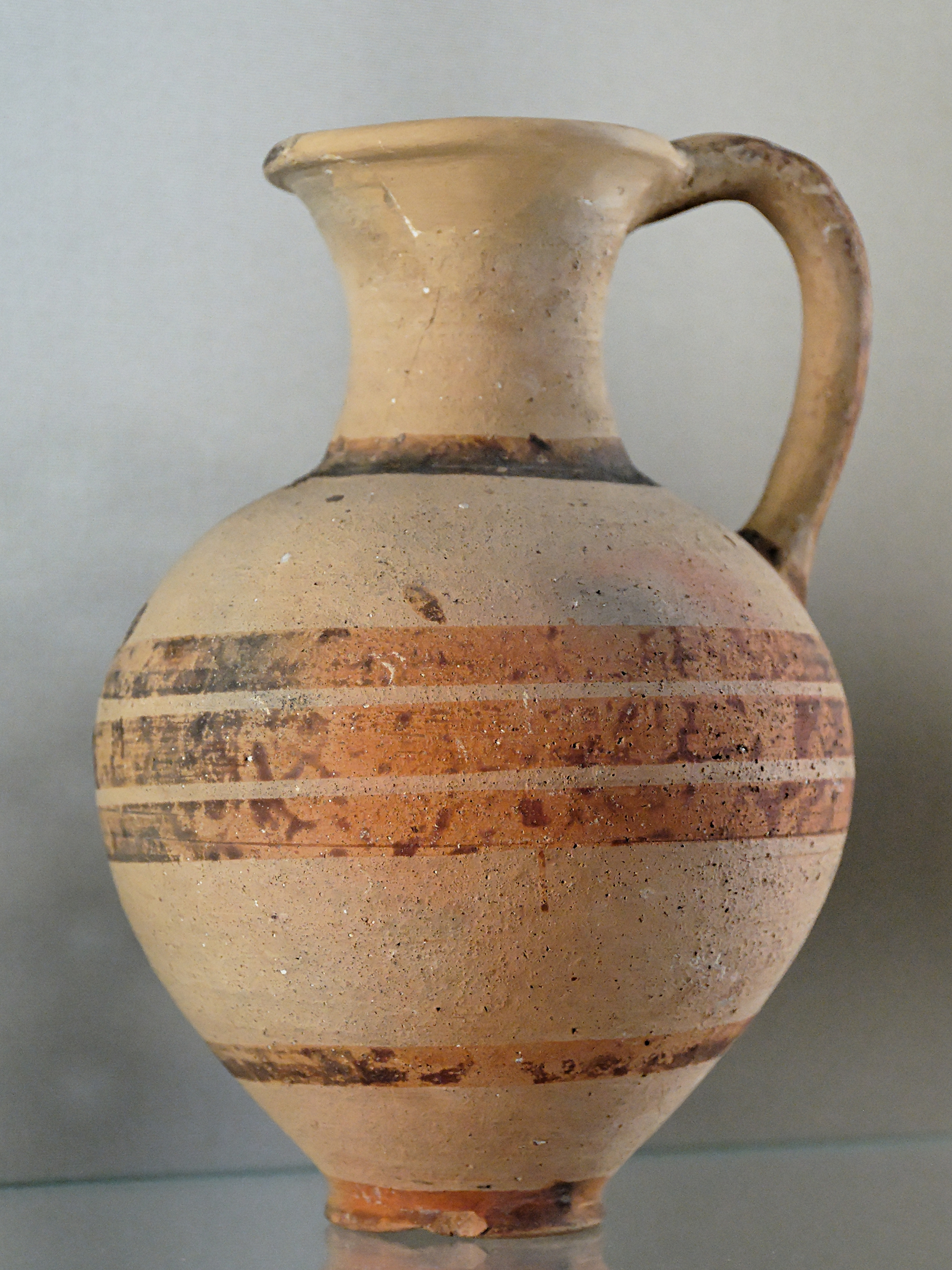
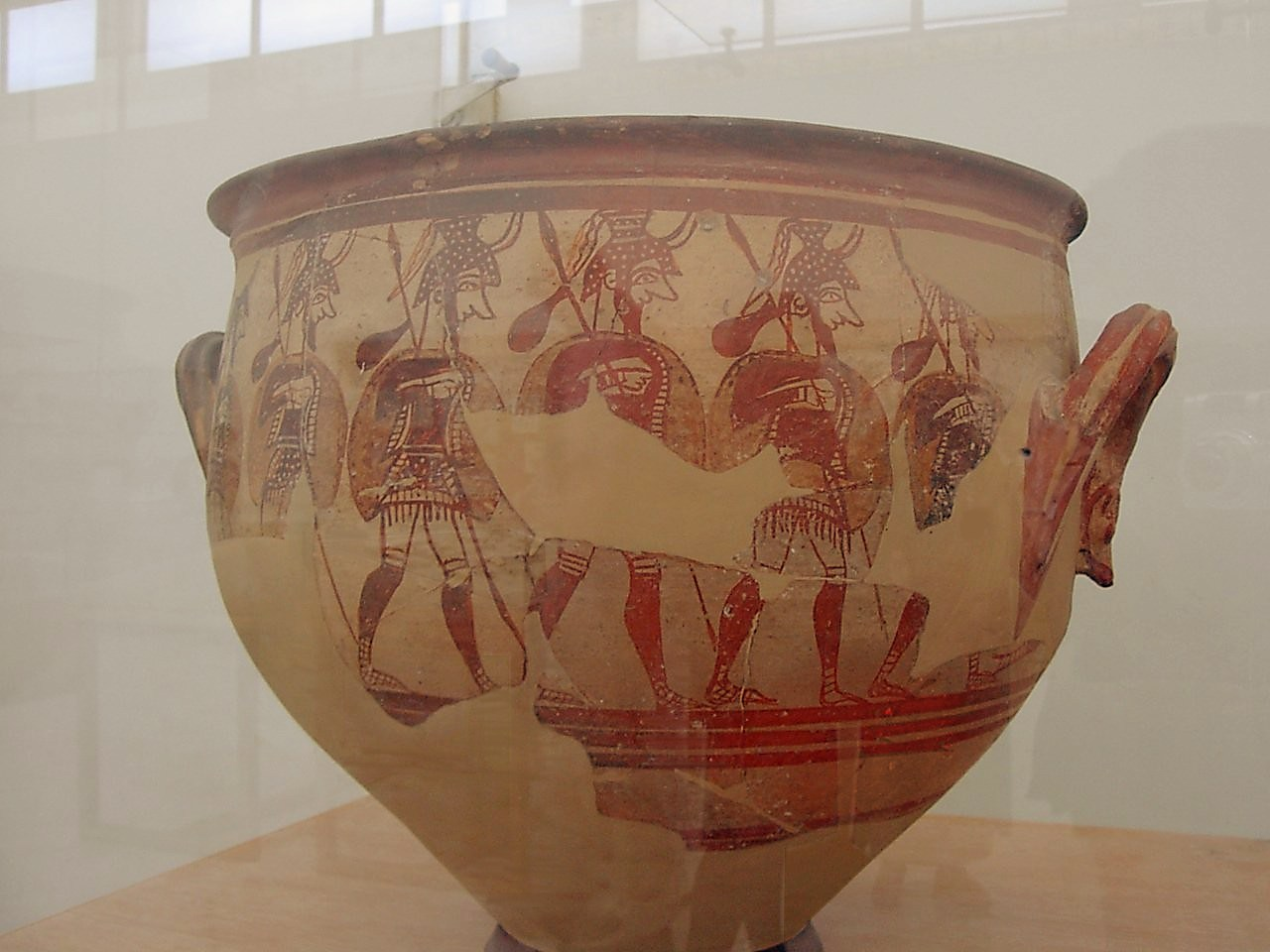
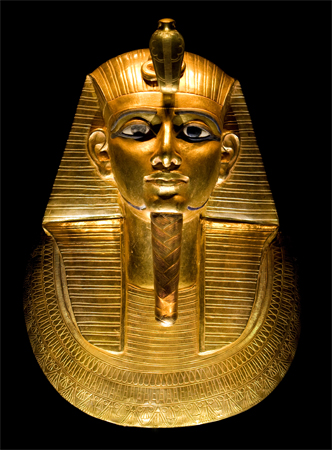
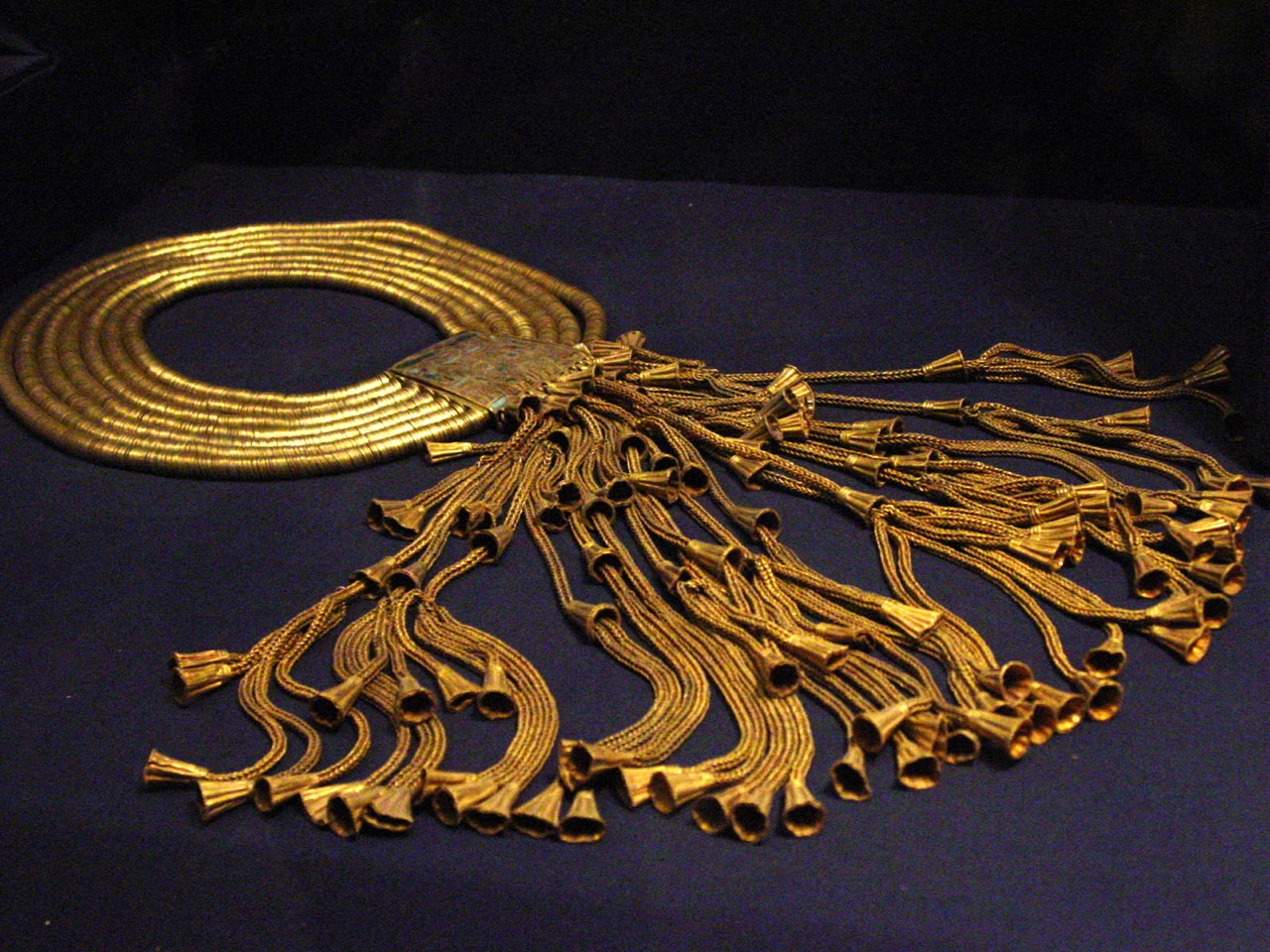
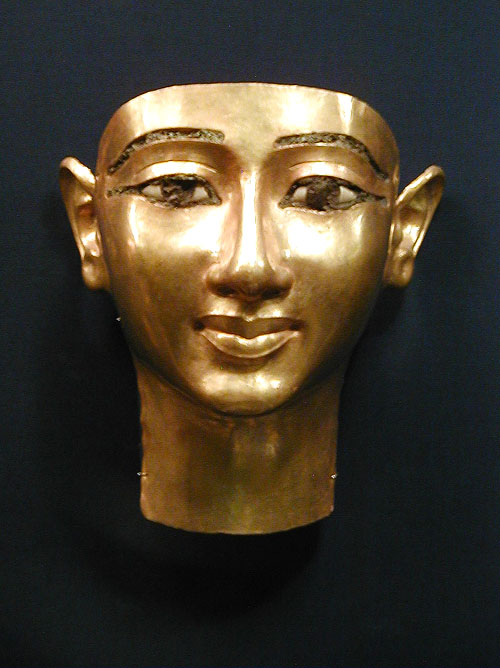
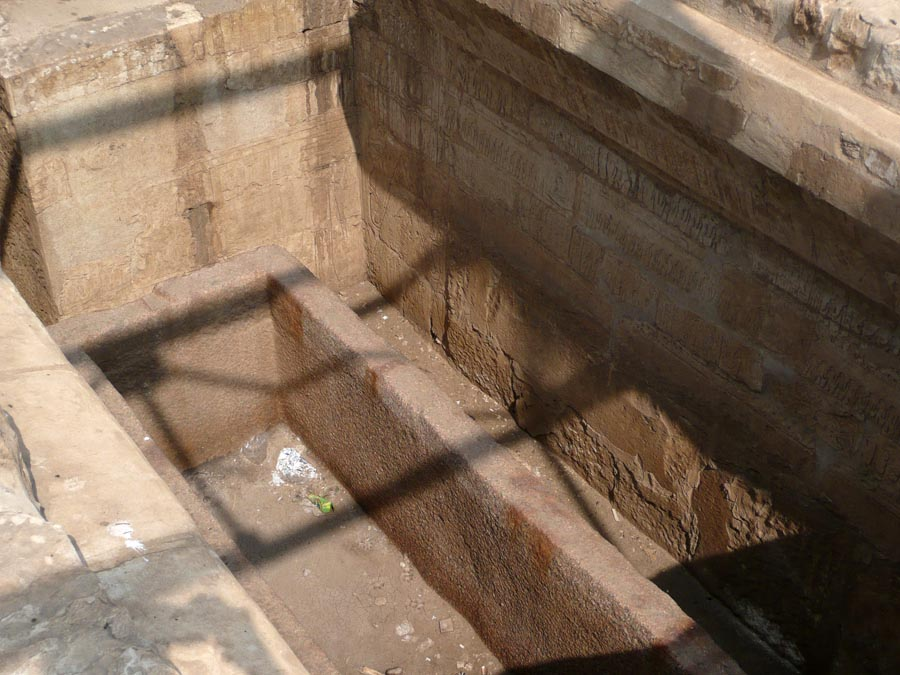
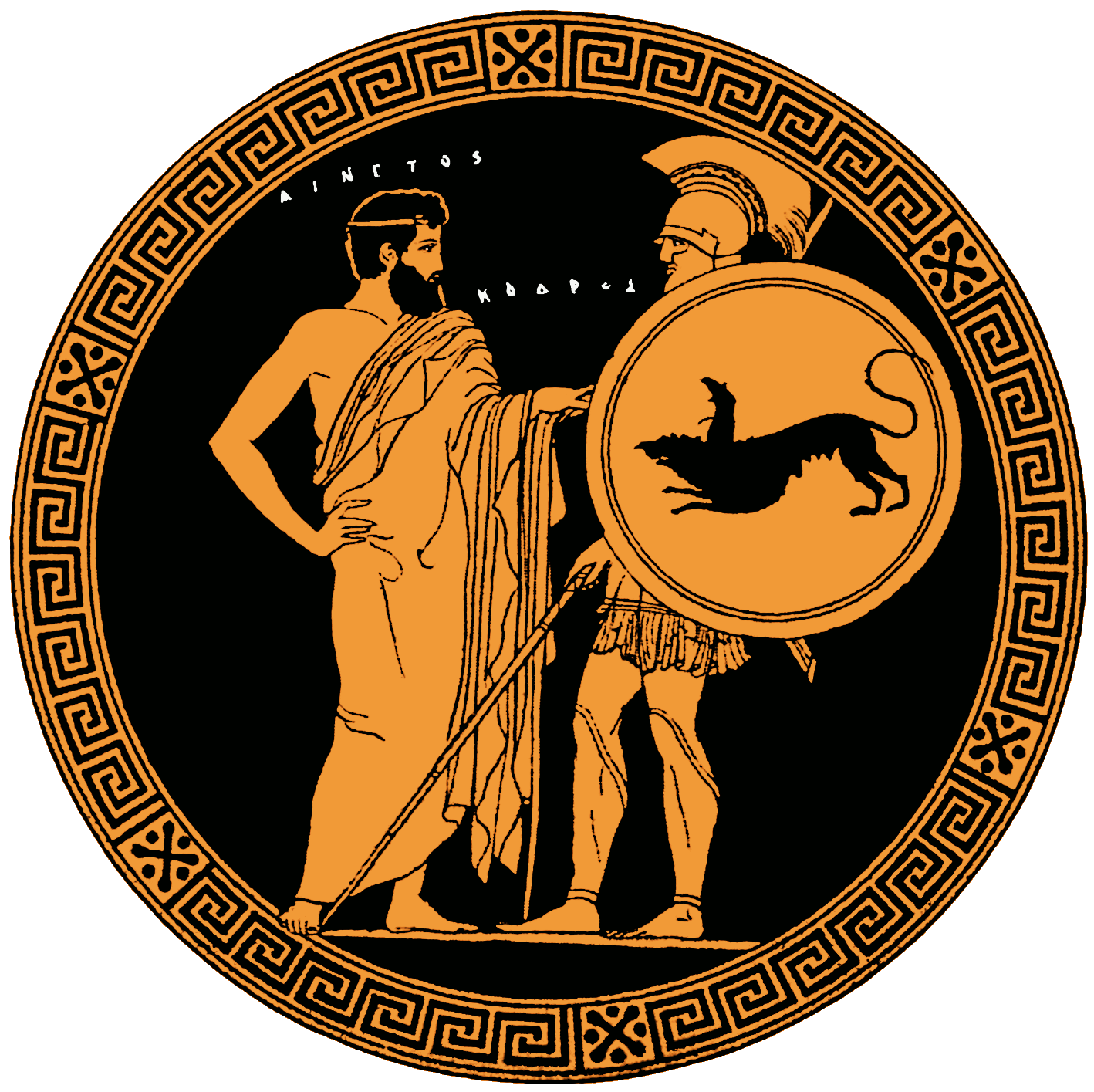
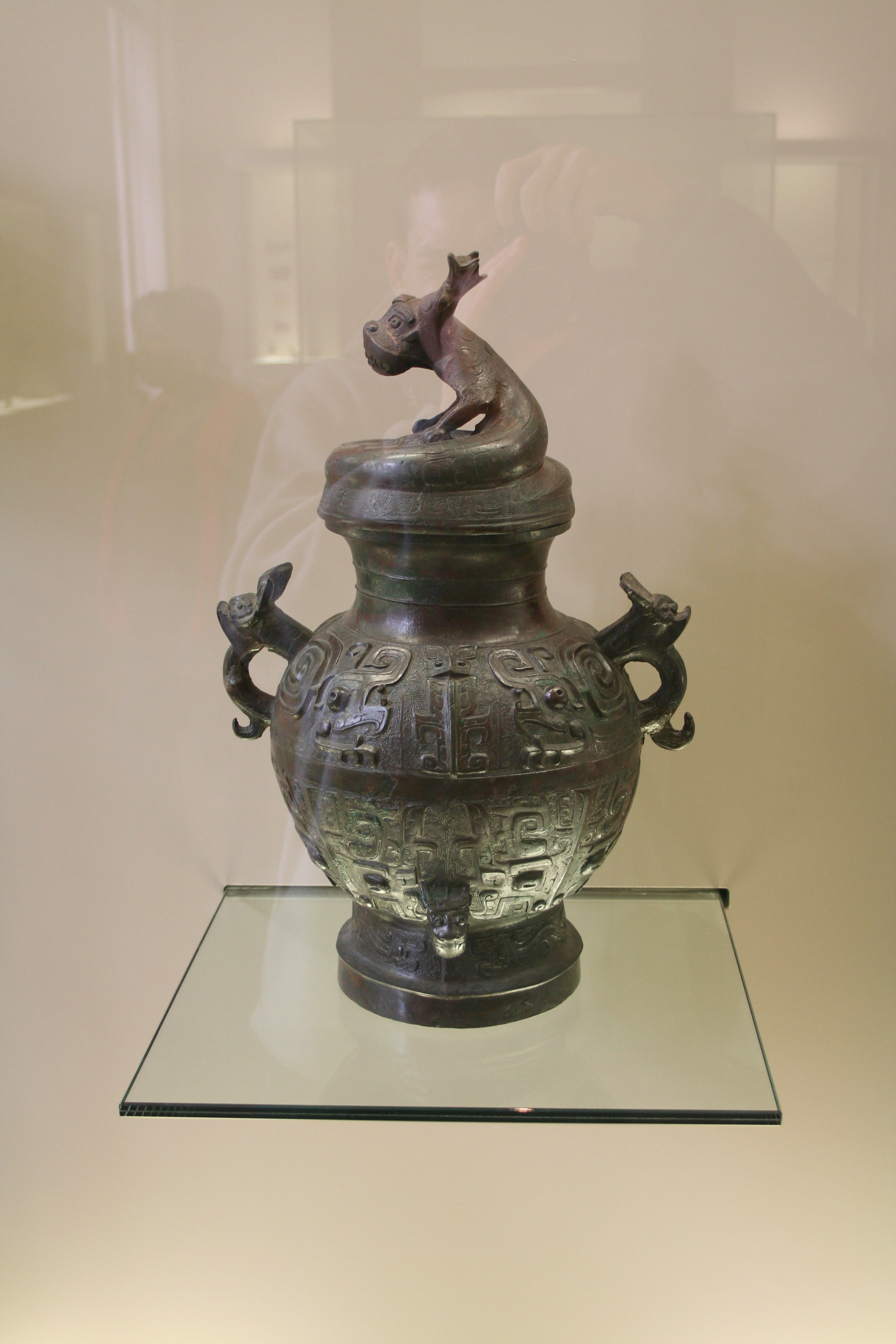

## Personalități

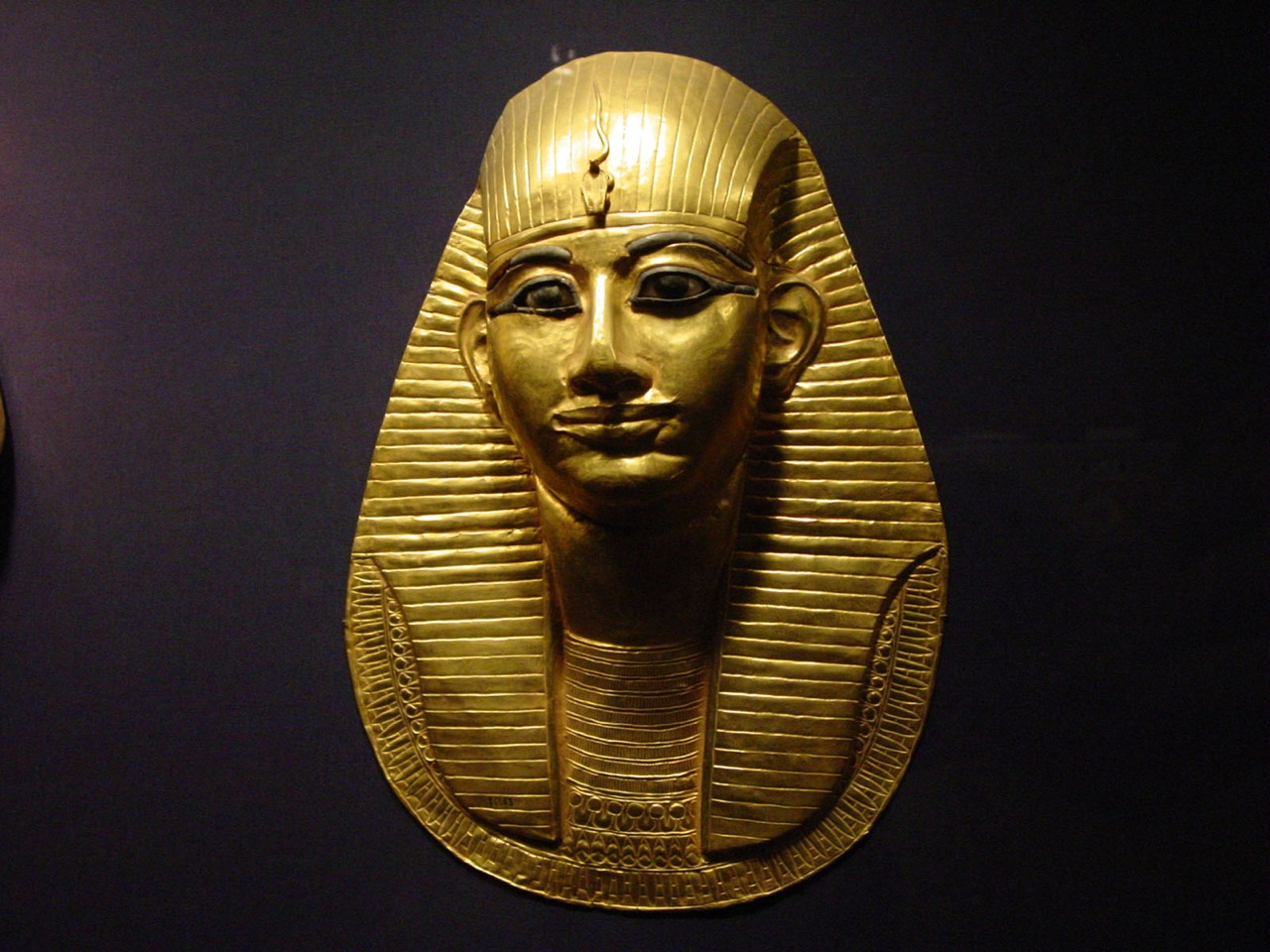
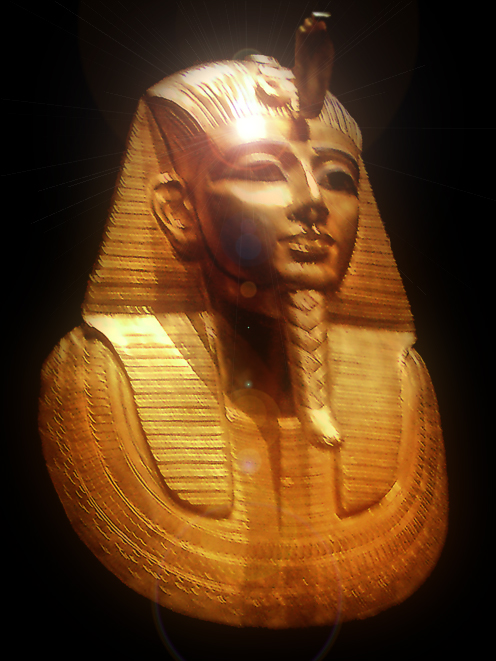
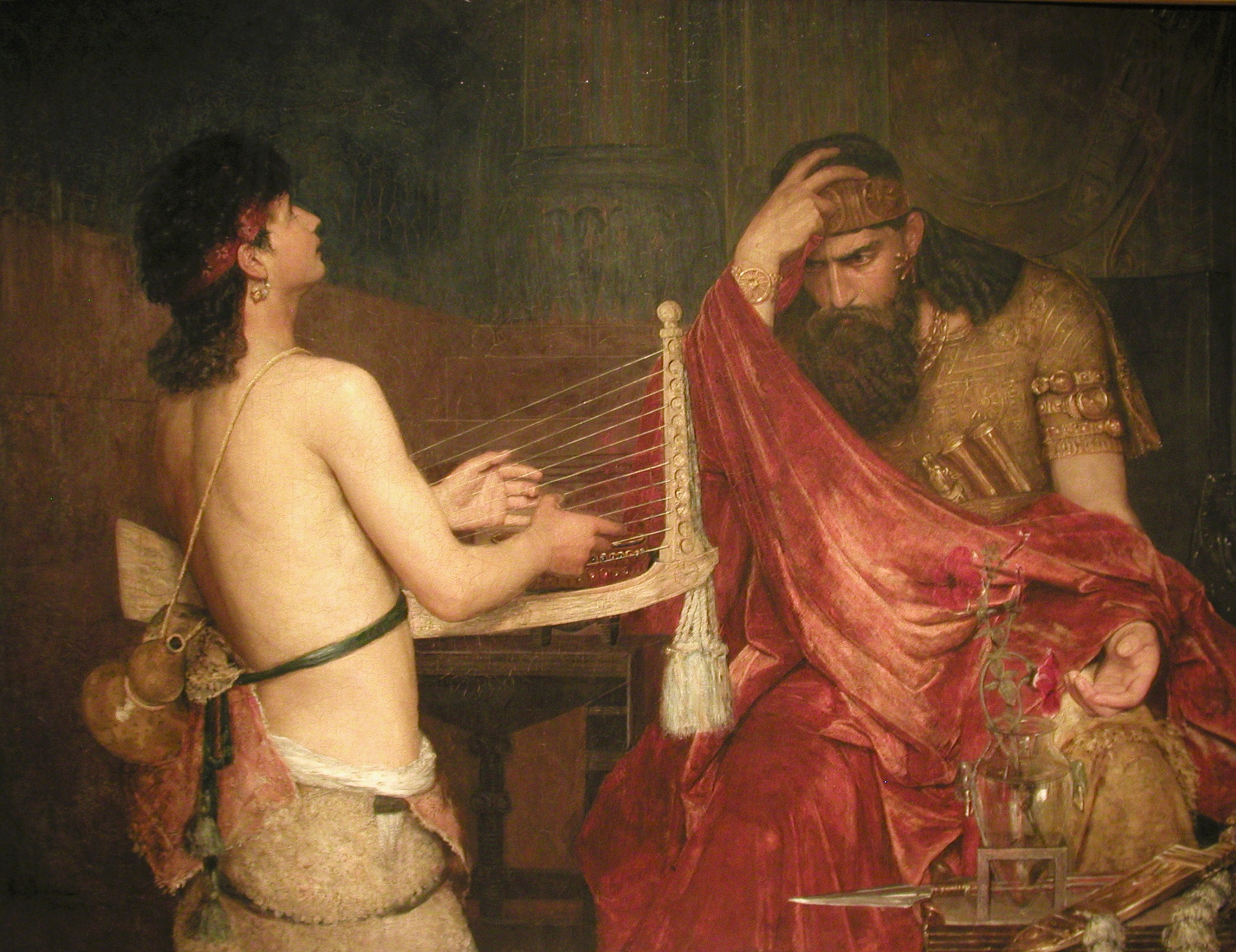

- Saul
- David
- Psusennes I
- Amenemope

## Invenții, descoperiri
- 1060 î.Hr. - 950 î.Hr. : necropolele de la Tanis și Deir el-Bahari

- Alfabetul fenician

## Decenii
| Anii 1090 î.Hr. | Anii 1080 î.Hr. | Anii 1070 î.Hr. | Anii 1060 î.Hr. | Anii 1050 î.Hr. | Anii 1040 î.Hr. | Anii 1030 î.Hr. | Anii 1020 î.Hr. | Anii 1010 î.Hr. | Anii 1000 î.Hr. |